# Bilohirka, Velîka Oleksandrivka
Bilohirka (în ucraineană Білогірка) este un sat în comuna Davîdiv Brid din raionul Velîka Oleksandrivka, regiunea Herson, Ucraina.

## Demografie
Componența lingvistică a localității Bilohirka
     Ucraineană (99,26%)
     Alte limbi (0,74%)
Conform recensământului din 2001, majoritatea populației localității Bilohirka era vorbitoare de ucraineană (99,26%), existând în minoritate și vorbitori de alte limbi.